# Dongbatou
Dongbatou (kinesiska: 东坝头, 东坝头乡) är en socken i Kina. Den ligger i provinsen Henan, i den centrala delen av landet, omkring 100 kilometer öster om provinshuvudstaden Zhengzhou. Dongbatou ligger vid sjön Tongwaxiang.
Genomsnittlig årsnederbörd är 702 millimeter. Den regnigaste månaden är juli, med i genomsnitt 190 mm nederbörd, och den torraste är januari, med 5 mm nederbörd.